# Luis Cordero Crespo

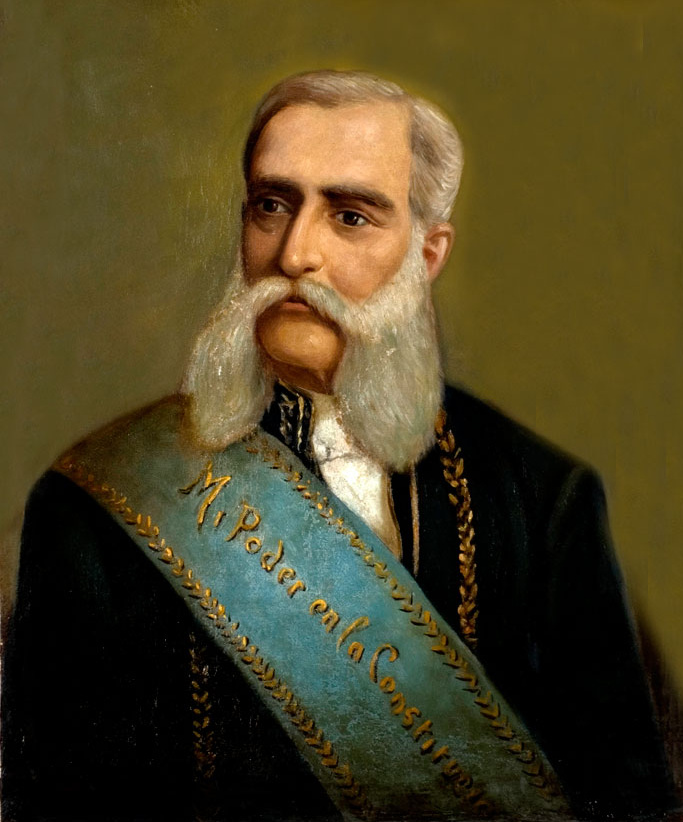
Luis Cordero Crespo.

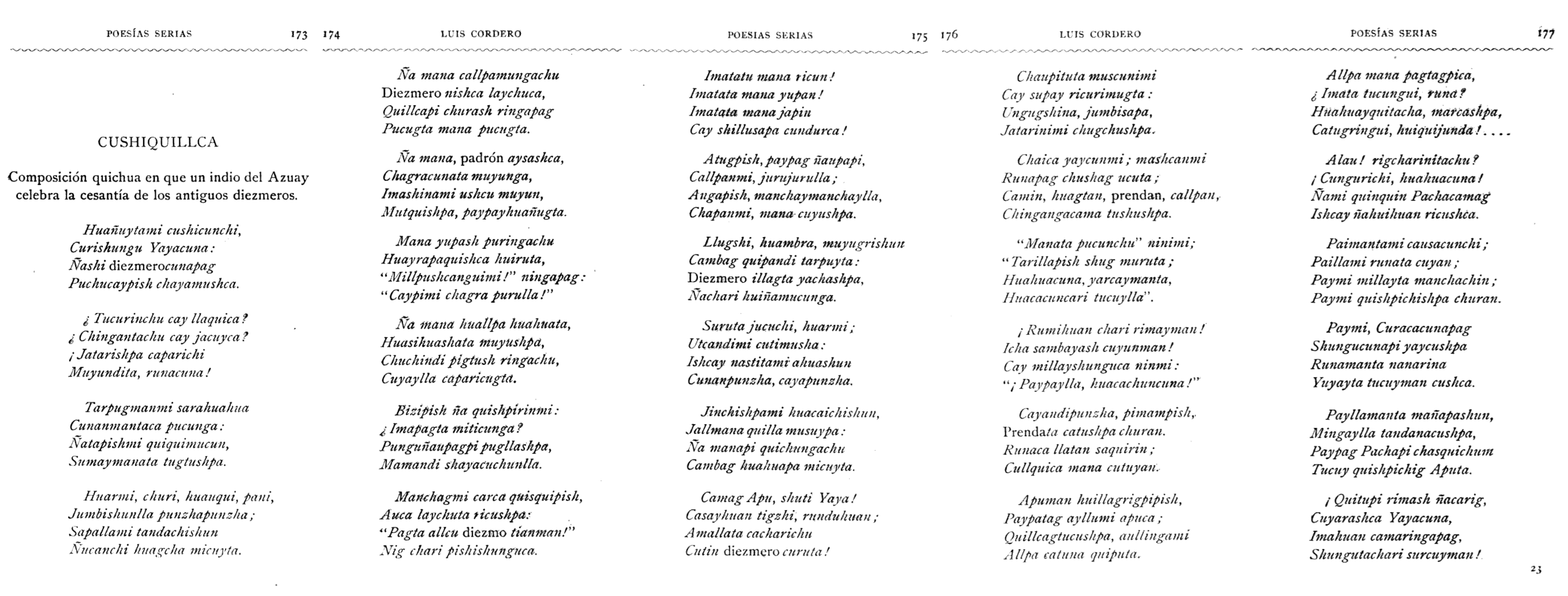
Cushiquillca von Luis Cordero Crespo, 1895: „Freudenschrift“ auf Kichwa zur Abschaffung des Zehnten in Ecuador im März 1884.

Luis Cordero Crespo (* 6. April 1833 in der Hacienda Surampalti, Déleg, heute Cañar; † 30. Januar 1912 in Cuenca) war ein ecuadorianischer Jurist, Dichter und Politiker. Von 1892 bis 1895 war er Präsident von Ecuador.
Luis Cordero wurde 1833 als Sohn von Kleinbauern geboren. Er studierte unter anderem am Colegio Seminario Conciliar de Cuenca, wo er dann einen Lehrstuhl in den Geisteswissenschaften innehatte.
Cordero war Mitglied der liberalen katholischen Fortschrittspartei (Partido Progresista), als deren Mitglied er nach dem Sturz von General Ignacio de Veintemilla vom 14. Januar 1883 bis zum 15. Oktober 1883 einer liberalen Übergangsregierung angehörte, deren Präsidentschaft er übernahm.
Vom 1. Juli 1892 bis zum 16. April 1895 war er Präsident Ecuadors. Sein Vizepräsident war zunächst Pablo Herrera (bis Januar 1894) und danach Vicente Lucio Salazar, der ihm dann bis zum 5. Juni 1895 im Amt nachfolgte.
Präsident Eloy Alfaro bevollmächtigte ihn 1910 als Minister, Ecuador bei der Feier der hundertjährigen Unabhängigkeit Chiles 1910 zu vertreten.
Als Dichter schrieb Luis Cordero eine Reihe Gedichte in spanischer und Kichwa-Sprache und lieferte damit einige der ersten Beiträge zur ecuadorianischen Kichwa-Literatur. Er veröffentlichte auch ein Wörterbuch Kichwa-Spanisch-Kichwa.

## Werke
- Dos cantos a la Raza Latina
- Elogio de Malo y Solano
- Poesías Jocosas
- Poesías Serias
- Rinimi llacta
- Cushiquillca
- El Adios
- Luis Cordero (1892): Quichua Shimiyuc Panca: Quichua-Castilla, Castilla-Quichua = Diccionario Quichua Quichua-Castellano, Castellano-Quichua. Coleccion Kashcanchicracmi, 1, 427 pankakuna, 4th edition, January 1989, ISBN 9978-84-042-7